# مهمانسرای رمانتیک مخفی
مهمانسرای رمانتیک مخفی (انگلیسی: The Secret Romantic Guesthouse; کره‌ای: 꽃선비 열애사) یک مجموعه تلویزیونی کره جنوبی سال ۲۰۲۳ با بازی شین یه اون، ریو اون، جونگ گون جو و کانگ هون است. این مجموعه از ۲۰ مارس تا ۱۶ مه ۲۰۲۳ روزهای دوشنبه و سه‌شنبه ساعت ۲۲:۰۰ (کی‌اس‌تی) از اس‌بی‌اس برای ۱۸ قسمت پخش شد. این مجموعه همچنین برای استریم در ویو در کره جنوبی و در ویکی و ویو در مناطق منتخب قابل دسترسی است.

## بازیگران

### اصلی
- شین یه اون در نقش یون دان اوه[۱۰][۱۱]
- ریو اون در نقش کانگ سان
- جونگ گون جو در نقش جونگ یو ها
- کانگ هون در نقش کیم شی یول